# Kondominat Umstadt

Die Zehntorte im Amt Umstadt im 15. und 16. Jahrhundert mit ihren verschiedenen späteren Zugehörigkeiten

Das Kondominat Umstadt war ein Kondominium, über das die Kurpfalz und die Herren und Grafen von Hanau, später die Kurpfalz und die Landgrafschaft Hessen und folgend die Landgrafschaft Hessen-Darmstadt, gemeinsam die Herrschaft ausübten.

## Geografische Lage
Das Kondominat lag im Bereich um die heutige Stadt Groß-Umstadt in Südhessen und erstreckte sich im Westen und Norden östlich des Gersprenzbogens und Dieburgs, reichte im Osten in den Odenwald angrenzend an Franken, südlich begrenzt durch die Zent Höchst und reichte wie ein Finger südwestlich das Gersprenztal aufwärts bis kurz vor Reichelsheim (Odenwald).

## Geschichte

### Entstehung
766 bekam das Kloster Fulda den Besitz der Umstädter Mark von Pippin dem Jüngeren geschenkt. Das Kloster Fulda vergab die Schenkung später zu gleichen Teilen an Katzenelnbogen und Münzenberg. Nur den Herren von Hanau gelang es im Rahmen der Münzenberger Erbschaft, ihren Anteil zu allodisieren. Lehensrechte der Katzenelnbogener werden später nicht mehr erwähnt.
Als Konrad IV. von Hanau sich 1373 für seine Wahl zum Fürstabt des Klosters Fulda hoch verschulden musste, hatte das gleich nach seinem Regierungsantritt in Fulda die Konsequenz, dass er versuchte, die eingegangenen Schulden aus dem Reichsstift Fulda zu refinanzieren. Schon 1374 verpfändet er deshalb die Burg Otzberg, die Stadt Hering und das Amt Umstadt für 23.875 Gulden an seinen Neffen, Ulrich IV. von Hanau. Dieser hatte schon die Hälfte von Umstadt als Lehen und damit jetzt auch kurzzeitig die andere Hälfte als Pfand. Kurfürst Ruprecht I. von der Pfalz erwarb dann 1390 von der Abtei Fulda deren Auslösungsrecht für das Pfand gegenüber Hanau, soweit es das Amt Umstadt betraf. Die Auslösung dieser Hälfte des Pfandes fand dann aber erst 1427 statt. Damit entstand ein Kondominat zwischen Hanau und der Pfalz. In einigen Orten (siehe Aufstellung) hatte die Kurpfalz aber nur die Zehnt inne, die übrigen Rechte lagen bei Hanau. Auf Seiten der Pfalz wurde das Gebiet auch als Oberamt Umstadt bezeichnet.
1429 wurden die Hanauer in den Grafenstand erhoben. 1458 wurde der südlich des Mains gelegenen Teil der Grafschaft Hanau zugunsten des nachgeborenen Grafen Philipp I. von Hanau, später: von Hanau-Lichtenberg, abgetrennt. Die Hanauer Rechte im Kondominat Umstadt kamen an die so entstehende Grafschaft Hanau-Lichtenberg.

### Umstrukturierung
Im Landshuter Erbfolgekrieg kämpften die Grafschaft Hanau-Lichtenberg und die Pfalz gegen den römisch-deutschen König Maximilian I. aus dem Hause Habsburg. 1504 eroberte deshalb Landgraf Wilhelm II. von Hessen, der Mittlere im Auftrag des römisch-deutschen Königs Maximilian I. das Kondominat Umstadt. Da die Pfalz und Hanau in diesem Krieg insgesamt unterlagen, hielt Wilhelm II. von Hessen das Gebiet zunächst besetzt und es dauerte bis zum Reichstag zu Worms 1521, um die Verhältnisse neu zu ordnen: Das Ergebnis war erneut ein Kondominat, diesmal zwischen der Landgrafschaft Hessen und der Kurpfalz. Hanau schied aus der Gemeinschaft aus. Im Gegenzug dazu erhielt es 12.000 Gulden und die Ortschaften des Kondominats ganz zu Eigentum, in denen bisher nur die Zehnt der Kurpfalz, alle anderen Rechte aber Hanau zugestanden hatten. Nun ging dort auch die Zehnt auf Hanau-Lichtenberg über. Diese Orte waren: Harpertshausen, Kleestadt, Langstadt, Schaafheim und Schlierbach.
Der hessische und der pfälzische Anteil am Kondominat waren im 16. Jh. zeitweilig verpfändet, zeitweilig hatte auch die Pfalz den hessischen Anteil als Pfand inne. Vom Tod Philipp I. („dem Großmütigen“) am 31. März 1567 bis zu ihrem Aussterben 1603 gehörte der hessische Anteil am Kondominat den Grafen von Diez, Söhnen aus der Zweitehe Philipps I. Ein Viertel des Anteils fiel anschließend an die Landgrafschaft Hessen-Darmstadt, das andere an die Landgrafschaft Hessen-Kassel. Im Dreißigjährigen Krieg wurden 1626 die drei Viertel des Amtes, die Hessen-Darmstadt noch nicht gehörten, vom Kaiser als Kriegsbeute betrachtet und an Landgraf Ludwig V. von Hessen-Darmstadt verschenkt. Der ließ sich dies in einer militärisch günstigen Situation durch einen Vertrag am 24. September 1627 von Hessen-Kassel bestätigen. Als sich das Kriegsglück im Hessenkrieg wendete, musste er das Hessen-Kasseler Viertel mit dem Vertrag vom 14. April 1648, den der kurz darauf abgeschlossene Westfälische Frieden bestätigte, wieder herausgeben. Dieser Friede und ein Folge-Vertrag von 1650 stellten die Vorkriegs-Verhältnisse wieder her.

### Auflösung
1803 übernahm die Landgrafschaft Hessen-Darmstadt, das spätere Großherzogtum Hessen, das Kondominat gemäß dem Reichsdeputationshauptschluss insgesamt. Es bestand bis 1821 unter der Bezeichnung „Amt Umstadt“ weiter, als es zu einer Justiz- und Verwaltungsreform kam, mit der nun auch die Trennung der Rechtsprechung von der Verwaltung auf unterer Ebene umgesetzt wurde. Die Ämter wurden aufgelöst, ihre Aufgaben hinsichtlich der Verwaltung neu gebildeten Landratsbezirken, die erstinstanzliche Rechtsprechung Landgerichten übertragen. Die zuvor vom „Amt Umstadt“ wahrgenommenen Verwaltungsaufgaben gingen auf den Landratsbezirk Dieburg, die Rechtsprechung auf das Landgericht Umstadt über.
Aufgrund der zuvor unterschiedlichen Zugehörigkeit der einzelnen Teile des Amtes im Großherzogtum gehörten einzelne Orte zu unterschiedlichen Rechtskreisen. In den Teilen, die zuvor schon zur Landgrafschaft Hessen gehört hatten, galt das Gemeine Recht. In den Teilen, die zuvor zur Kurpfalz gehört hatten, galt dagegen das Kurpfälzer Landrecht. Dieser – aus heutiger Sicht etwas kuriose Zustand – hielt bis zum 1. Januar 1900 an, als das im ganzen Deutschen Reich geltenden Bürgerlichen Gesetzbuch in Kraft trat.

## Übersicht zu den Besitzern

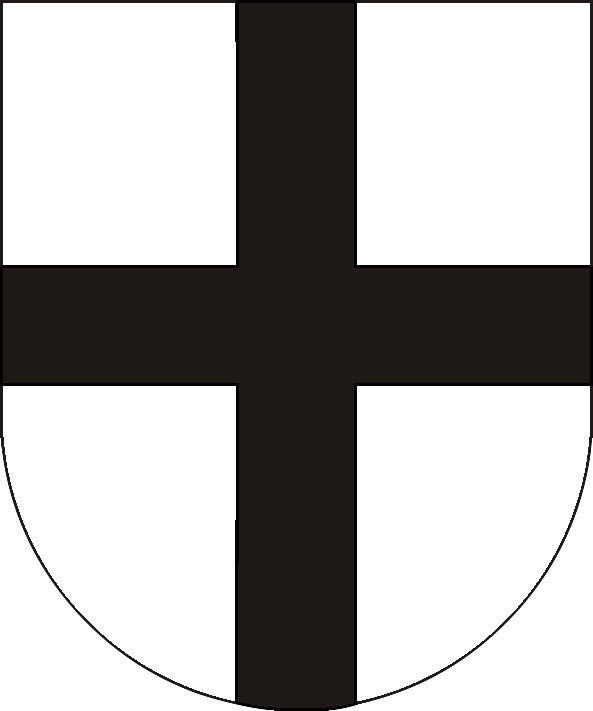
Wappen des Klosters Fulda
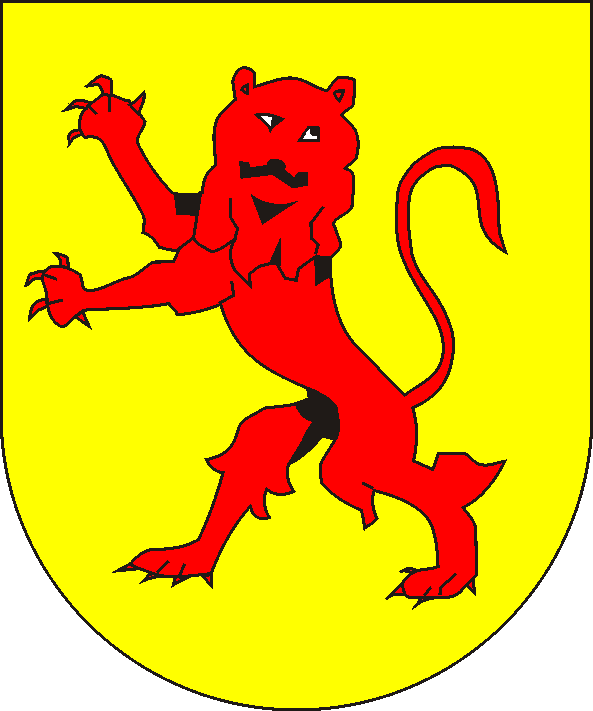
Wappen Grafschaft Katzenelnbogen
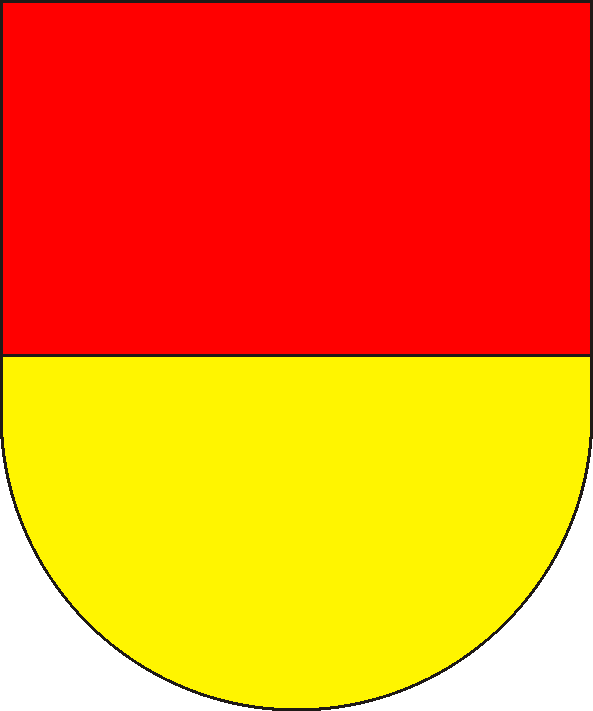
Wappen Hagen-Münzenberg
Wappen der Grafschaft Hanau bis 1480
Wappen der Kurpfalz
Wappen der Grafschaft Hanau-Lichtenberg seit 1480
Wappen der Landgrafschaft Hessen-Darmstadt
Wappen der der Landgrafschaft Hessen-Kassel
Wappen Hessen-Rheinfels-(Rotenburg)

Das Gebiet des Kondominats Umstadt hatte folgende Landesherren im Kondominat:
| Zeitraum                 | Herren                                                                                | Herren                                                                                | Herren                                                                                | Herren                                                                                | Bemerkungen |
| ------------------------ | ------------------------------------------------------------------------------------- | ------------------------------------------------------------------------------------- | ------------------------------------------------------------------------------------- | ------------------------------------------------------------------------------------- | --- |
| 741(743) – 766(?)        | Patronatsrecht Bistum Würzburg                                                        | Patronatsrecht Bistum Würzburg                                                        | Patronatsrecht Bistum Würzburg                                                        | Patronatsrecht Bistum Würzburg                                                        | erstaunlicherweise 822 in einer Königsregeste nochmals bestätigt, obwohl damals schon dem Kloster Fulda zuerkannt |
| 766–1255                 | Herrschaft: Kloster Fulda                                                             | Herrschaft: Kloster Fulda                                                             | Herrschaft: Kloster Fulda                                                             | Herrschaft: Kloster Fulda                                                             | Schenkung Pippin des III. an das Kloster |
| ab Mitte 12. Jhh. – 1255 | Herrschaft: Kloster Fulda                                                             | Herrschaft: Kloster Fulda                                                             | Herrschaft: Kloster Fulda                                                             | Herrschaft: Kloster Fulda                                                             | Beginn des Kondominiums |
| ab Mitte 12. Jhh. – 1255 | davon Hälfte als Lehen an die Grafschaft Katzenelnbogen                               | davon Hälfte als Lehen an Hagen-Münzenberg                                            | davon Hälfte als Lehen an Hagen-Münzenberg                                            | davon Hälfte als Lehen an Hagen-Münzenberg                                            | Beginn des Kondominiums |
| 1255–1374                | Herrschaft: Kloster Fulda                                                             | Herrschaft: Kloster Fulda                                                             | Herrschaft: Kloster Fulda                                                             | Herrschaft: Kloster Fulda                                                             | Hanau ist Erbfolger der Münzenberger, durch Ehe der Adelheid von Münzenberg mit Reinhard I. von Hanau. Das Katzenelnbogener Lehen verliert sich in der Geschichte |
| 1255–1374                | davon Hälfte Eigenbesitz Kloster Fulda                                                | davon Hälfte Lehen an Herrschaft Hanau                                                | davon Hälfte Lehen an Herrschaft Hanau                                                | davon Hälfte Lehen an Herrschaft Hanau                                                | Hanau ist Erbfolger der Münzenberger, durch Ehe der Adelheid von Münzenberg mit Reinhard I. von Hanau. Das Katzenelnbogener Lehen verliert sich in der Geschichte |
| 1374–1390                | Herrschaft: Kloster Fulda                                                             | Herrschaft: Kloster Fulda                                                             | Herrschaft: Kloster Fulda                                                             | Herrschaft: Kloster Fulda                                                             | 1390: Fulda verkauft an die Kurpfalz (Einlösung erst 1427, bis dahin ungeteiltes Pfand der Herrschaft Hanau) |
| 1374–1390                | davon Hälfte Besitz Kloster Fulda verpfändet an Herrschaft Hanau                      | davon Hälfte als Lehen an Herrschaft Hanau                                            | davon Hälfte als Lehen an Herrschaft Hanau                                            | davon Hälfte als Lehen an Herrschaft Hanau                                            | 1390: Fulda verkauft an die Kurpfalz (Einlösung erst 1427, bis dahin ungeteiltes Pfand der Herrschaft Hanau) |
| 1390–1427                | Herrschaft Hanau                                                                      | Herrschaft Hanau                                                                      | Herrschaft Hanau                                                                      | Herrschaft Hanau                                                                      | ungeteiltes Pfand der Herrschaft Hanau, da Kloster Fulda seinen verpfändeten Anteil nicht auszahlt und die Kurpfalz nicht an das Kloster Fulda bezahlt |
| 1427–1504                | Herrschaft: Kurpfalz                                                                  | Herrschaft: Kurpfalz                                                                  | Herrschaft: Kurpfalz                                                                  | Herrschaft: Kurpfalz                                                                  | |
| 1427–1504                | davon Hälfte Eigenbesitz Kurpfalz                                                     | davon Hälfte als Lehen an Herrschaft Hanau (ab 1429 Grafschaft Hanau)                 | davon Hälfte als Lehen an Herrschaft Hanau (ab 1429 Grafschaft Hanau)                 | davon Hälfte als Lehen an Herrschaft Hanau (ab 1429 Grafschaft Hanau)                 | |
| 1504–1521                | Herrschaft: Landgrafschaft Hessen                                                     | Herrschaft: Landgrafschaft Hessen                                                     | Herrschaft: Landgrafschaft Hessen                                                     | Herrschaft: Landgrafschaft Hessen                                                     | 1504 im Landshuter Erbfolgekrieg von Hessen besetzt. |
| 1521–1567                | Hälfte Kurpfalz                                                                       | Hälfte Landgrafschaft Hessen                                                          | Hälfte Landgrafschaft Hessen                                                          | Hälfte Landgrafschaft Hessen                                                          | 1521: Grafschaft Hanau scheidet aus, wird mit 12.000 fl. und mehreren Ortschaften aus der Zent Umstadt, nämlich Harpertshausen, Kleestadt, Langstadt und Schlierbach abgefunden; 1549–1570 Hessischer Anteil an die Kurpfalz für 20.000 fl. verpfändet |
| 1567–1626                | Hälfte Kurpfalz                                                                       | ein Viertel Landgrafschaft Hessen-Darmstadt                                           | ein Viertel Landgrafschaft Hessen-Kassel                                              | ein Viertel Landgrafschaft Hessen-Kassel                                              | durch Erbteilungen der Landgrafschaft Hessen; wohl 1567 lt. Testament der Hessen-Darmstadt’sche Anteil an die Herren von Diez – aber schon 1577 zurückgefallen Die Zehnteinkünfte dienten bis 1603 dem letzten der Grafen von Dietz zur Versorgung in seiner Gefangenschaft. 1593–1594 verpfändet dann die Kurpfalz seine Hälfte für 20.000 fl. an Hessen-Darmstadt |
| 1626–1648                | Herrschaft: Landgrafschaft Hessen-Darmstadt                                           | Herrschaft: Landgrafschaft Hessen-Darmstadt                                           | Herrschaft: Landgrafschaft Hessen-Darmstadt                                           | Herrschaft: Landgrafschaft Hessen-Darmstadt                                           | Eroberungen infolge des Dreißigjährigen Krieges |
| 1648–1650                | Hälfte Kurpfalz                                                                       | ein Viertel Landgrafschaft Hessen-Darmstadt                                           | ein Viertel Landgrafschaft Hessen-Kassel                                              | ein Viertel Landgrafschaft Hessen-Kassel                                              | Wiedereinsetzungen nach dem Westfälischen Frieden |
| 1650–1668                | Hälfte Kurpfalz                                                                       | ein Viertel Landgrafschaft Hessen-Darmstadt                                           | ein Achtel Landgrafschaft Hessen-Kassel                                               | ein Achtel Hessen-Rheinfels                                                           | tw. wird auch 1666 als Datum genannt |
| 1668–1705                | Hälfte Kurpfalz                                                                       | drei Achtel Landgrafschaft Hessen-Darmstadt                                           | drei Achtel Landgrafschaft Hessen-Darmstadt                                           | ein Achtel Landgrafschaft Hessen-Kassel                                               | Rückgewinnung durch Gebietstausch, tw. wird auch 1708 als Datum genannt |
| 1705–1803                | Hälfte Kurpfalz                                                                       | Hälfte Landgrafschaft Hessen-Darmstadt                                                | Hälfte Landgrafschaft Hessen-Darmstadt                                                | Hälfte Landgrafschaft Hessen-Darmstadt                                                | Rückgewinnung durch Gebietstausch |
| ab 1803                  | ungeteilte Herrschaft: Landgrafschaft Hessen-Darmstadt (ab 1806 Großherzogtum Hessen) | ungeteilte Herrschaft: Landgrafschaft Hessen-Darmstadt (ab 1806 Großherzogtum Hessen) | ungeteilte Herrschaft: Landgrafschaft Hessen-Darmstadt (ab 1806 Großherzogtum Hessen) | ungeteilte Herrschaft: Landgrafschaft Hessen-Darmstadt (ab 1806 Großherzogtum Hessen) | Reichsdeputationshauptschluss von Anfang 1803, letzter Akt des untergehenden Heiligen Römischen Reiches und aufbauend auf dem im Juni 1802 zwischen Frankreich und Österreich vereinbarter Entschädigungsplan, der auf dem 1801 geschlossenen Friedensvertrag von Lunéville (Art. 7) fußte. Ende des Kondominiums                                                   |

## Territorialer Bestand
Zu dem Gebiet des Kondominats gehörten (bis zu den Änderungen von 1521) folgende Orte:
- Breitwiesen: im Bereich heute nur noch ein Bauernhof[Anm. 2][Anm. 3]
- Brensbach
- Dorndieler Hof: heute Teil des Ortsteiles Dorndiel[Anm. 4][Anm. 3]
- Groß-Umstadt: Hauptort mit höherer Gerichtsbarkeit
- Groß-Zimmern[Anm. 5]
- Der Grünhecker Hof: heute Teil des Ortsteils Klein-Umstadt[Anm. 3]
- Habitzheim
- Harpertshausen[Anm. 6]
- Hassenroth[Anm. 7]
- Der Hof Hausen: heute als Häuserhof zu Klein-Umstadt gehörig[Anm. 3]
- Heubach[Anm. 7]
- Huppelnheim[Anm. 2]
- Kleestadt[Anm. 6]
- Klein-Umstadt
- Langstadt[Anm. 6]
- Lengfeld[Anm. 7]
- Nauses: gemeint ist wohl Ober-Nauses und Frau-Nauses[Anm. 7]
- Nalsbach[Anm. 2]
- Nieder-Kainsbach
- Ober-Klingen und Nieder-Klingen[Anm. 7]
- Raibach
- Richen
- Schaafheim: etwa seit dem 14. Jahrhundert (vorher Zent Ostheim)[Anm. 6]
- Schlierbach[Anm. 6]
- Semd
- Spachbrücken[Anm. 5]
- Unrode[Anm. 2][Anm. 7]
- Wächtersbach: um die Zeit des Landshuter Erbfolgekriegs wüst gefallenes Dorf der Wambolt von Umstadt
- Waldamorbach
- Wiebelsbach[Anm. 7]
- Zeilhard[Anm. 5]